# Ясень (Скерневицький повіт)
Ясень (пол. Jasień) — село в Польщі, у гміні Ґлухув Скерневицького повіту Лодзинського воєводства.
Населення — 320 осіб (2011).
У 1975-1998 роках село належало до Скерневицького воєводства.

## Демографія
Демографічна структура станом на 31 березня 2011 року:
|          | Загалом | Допрацездатний вік | Працездатний вік | Постпрацездатний вік |
| -------- | ------- | ------------------ | ---------------- | -------------------- |
| Чоловіки | 160     | 43                 | 101              | 16                   |
| Жінки    | 160     | 37                 | 85               | 38                   |
| Разом    | 320     | 80                 | 186              | 54                   |